# Lyn Oslo
FC Lyn Oslo a fost un club de fotbal din capitala Norvegiei, Oslo.

## Lotul sezonului 2009-2010
| Nr. |                            | Poziție | Jucător                                     |
| --- | -------------------------- | ------- | ------------------------------------------- |
| 1   | Statele Unite ale Americii | P       | Tyrel Lacey                                 |
| 2   | Suedia                     | F       | Jimmy Tamandi                               |
| 3   | Norvegia                   | F       | Alexander Hassum                            |
| 4   | Norvegia                   | M       | Steinar Strømnes                            |
| 5   | Suedia                     | F       | Rikard Nilsson                              |
| 6   | Namibia                    | M       | Oliver Risser (on loan from Manglerud Star) |
| 7   | Norvegia                   | M       | Edwin Kjeldner                              |
| 8   | Coasta de Fildeș           | M       | Jean Stéphane Yao Yao                       |
| 10  | Norvegia                   | A       | Petter Furuseth                             |
| 11  | Coasta de Fildeș           | A       | Bi Hverve Guessan                           |

| Nr. |          | Poziție | Jucător               |
| --- | -------- | ------- | --------------------- |
| 13  | Norvegia | F       | Vegar Gjermundstad    |
| 16  | Norvegia | F       | Thomas Jacobsen       |
| 17  | Norvegia | M       | Gøran van den Burgt   |
| 20  | Norvegia | F       | Tom Sadeh             |
| 21  | Norvegia | F       | Mads Dahm             |
| 23  | Nigeria  | M       | Stanley Ihugba        |
| 24  | Norvegia | P       | Tarjei Aase Omenås    |
| 26  | Norvegia | M       | Endre Fotland Knudsen |
| 30  | Islanda  | P       | Arnar Darri Pétursson |

## Titluri
- Prima Ligă Norvegiană:
  - Campioană (2): 1964, 1968
  - Locul 2 (4): 1937-38, 1963, 1965, 1971

- Cupa Norvegiei:
  - Campioană (8): 1908, 1909, 1910, 1911, 1945, 1946, 1967, 1968
  - Finaliști (6): 1923, 1928, 1966, 1970, 1994, 2004

- Campionatul din Oslo:
  - Campioană (8): 1915, 1917, 1922, 1926, 1930, 1935, 1936, 1937
  - Locul 2 (2): 1909, 1919